# Sociedad de Estudios Vascos
La Sociedad de Estudios Vascos (en euskera: Eusko Ikaskuntza; EI-SEV) es una sociedad científica fundada en 1918 por las diputaciones forales de Álava, Vizcaya, Guipúzcoa y Navarra con el objetivo de «ser un recurso estable y duradero para desarrollar la cultura euskalduna». Los miembros de esta entidad están reunidos en distintas Secciones Científicas. Es la única institución de distintas disciplinas científicas que tiene implantación oficial en el País Vasco, Navarra y el País Vasco francés, otorgando, entre otros, el Galardón Manuel Lekuona.

## Historia

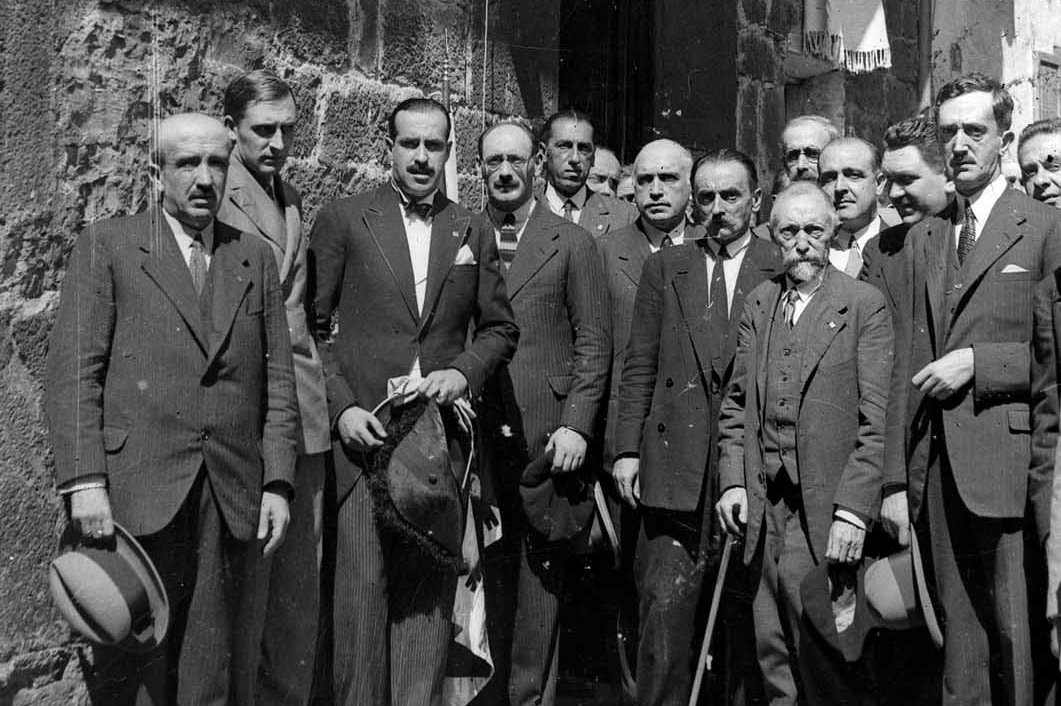
Quinto Congreso de Estudios Vascos de Vergara (1930)

Surgió del I Congreso de Estudios Vascos que se celebró en septiembre de 1918 en Oñate con el patrocinio de las Diputaciones de Álava, Guipúzcoa, Navarra y de Vizcaya con el objetivo de «reunir a todos los amantes del País Vasco que, ansiando la restauración de la personalidad del mismo, se proponían promover, por los medios adecuados, la intensificación de la cultura». Este congreso fue presidido por Alfonso XIII y acudió la corporación en pleno de la Diputación Foral de Navarra.
Tuvo un roble por enseña y la leyenda "Asmoz ta jakitez" ("Por el talento y el saber"). La sociedad alcanzó muy pronto renombre mundial. A ella pertenecieron numerosos intelectuales que colaboraron en trabajos de investigación, en asambleas y congresos.
Estaba dirigida por un Comité ejecutivo, una Junta Permanente y una Junta General con sesiones periódicas. Sus miembros se agrupaban en secciones que abarcaban prácticamente todas las ramas del saber. Su conocimiento era plasmado en la publicación Revista Internacional de los Estudios Vascos.
En Pamplona se desarrolló el II Congreso de Estudios Vascos del 18 al 25 de julio de 1920 que fue dedicado a la «Enseñanza y cuestiones económico-sociales».
Arturo Campión fue el presidente de honor en sus comienzos. Vivió momentos duros durante la dictadura de Primo de Rivera, pero floreció durante la Segunda República cuando le fue solicitado redactar el Estatuto de Estella en 1931. Durante la guerra civil española, trasladó sus funciones al País Vasco francés, donde desarrolló varios congresos. En 1976 volvió a reorganizarse y la asamblea general de socios, reunida en Oñate, aprobó la reanudación de las actividades de la Sociedad de Estudios Vascos, bajo la presidencia de José Miguel de Barandiarán.

## Sede

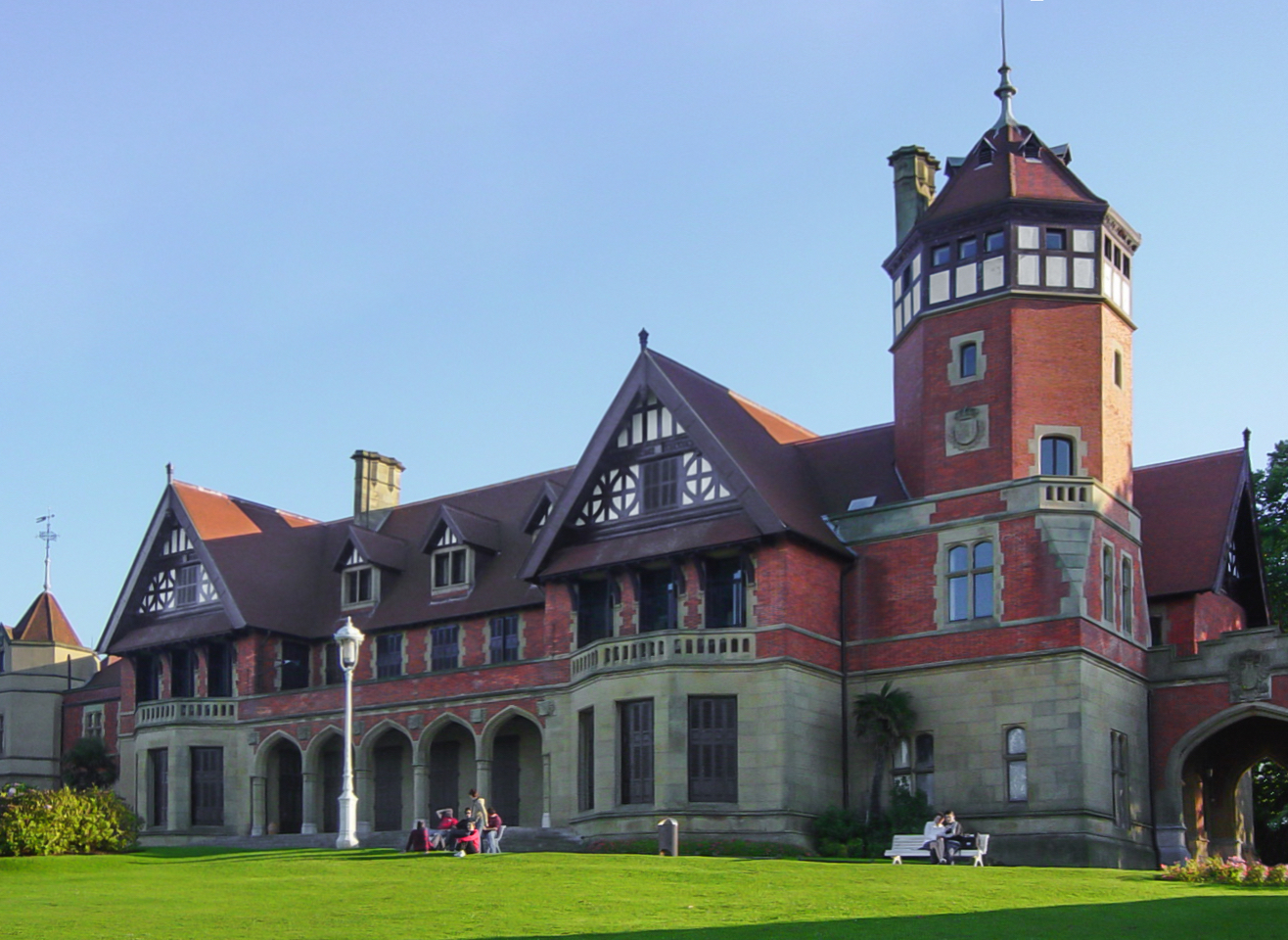
Sede central de la Sociedad de Estudios Vascos en el Palacio de Miramar en San Sebastián (Guipúzcoa).

La sede central está en el Palacio de Miramar en San Sebastián, con oficinas y delegaciones en Bayona, Pamplona, Vitoria y Bilbao.

## Presidencias
- Julián Elorza Aizpuru (1919-1936)
- José Miguel de Barandiarán (1978-1991)
- Gregorio Monreal (1992-1996)
- Juan José Goiriena de Gandarias (1996-2002)
- Javier Retegi (diciembre de 2002-diciembre de 2008)
- José María Muñoa (desde el 26 de diciembre de 2008)

## Secciones científicas
- Comunicación
- Ciencias Sociales y Economía
- Derecho
- Enseñanza
- Antropología-Etnografía
- Folclore
- Física, Química y Matemática
- Ciencias de la Medicina
- Ciencias Naturales
- Arte Plásticas y Monumentales.
- Música.
- Cinematografía.
- Lengua y Literatura.
- Prehistoria-Arqueología. Publica la revista Isturitz.
- Historia-Geografía.

## Fundaciones
- Fundación Asmoz
- Fundación Euskomedia
- Fundación Barandiaran
- Jakiunde